# Госса, Мариан
Мариа́н Го́сса (словац. Marián Hossa; род. 12 января 1979, Стара Любовня, Прешовский край) — словацкий хоккеист, правый нападающий. Трёхкратный обладатель Кубка Стэнли в составе клуба НХЛ «Чикаго Блэкхокс». Второй после Петера Штястны член зала хоккейной славы словацкого происхождения.

## Профессиональная карьера
Был задрафтован клубом НХЛ «Оттава Сенаторз» в 1997 году. После локаута в сезоне 2004/05 обменян в «Атланту Трэшерз» (23 августа 2005 года). В «Атланте» с первого же сезона 2005/06 стал одним из лидеров наряду с Ильёй Ковальчуком и Марком Саваром, набрав в дебютный год 92 очка. но «Трэшерз» не смогли попасть в плей-офф, отстав от занявшей 8 место «Тампы» на 2 очка.
В следующем сезоне 2006/07 впервые в карьере набрал 100 очков, став лучшим бомбардиром «Атланты». При этом «Атланта Трэшерз» в первый (и последний) раз в своей истории смогла попасть в плей-офф, но в первом же раунде уступила в серии «Нью-Йорк Рейнджерс» 0-4.
В сезоне 2007/08 «Атланта» вновь опустилась на дно Восточной конференции и обменяла Госсу вместе с Паскалем Дюпюи в «Питтсбург Пингвинз» на выбор в первом раунде драфта 2008, Анджело Эспозито, Колби Армстронга и Эрика Кристенсена. В плей-офф в составе «Пингвинов» дошёл до финала Кубка Стэнли, в котором «Питтсбург» в 6 матчах уступил «Детройту Ред Уингз».
В июле 2008 года заключил 1-летний контракт на $ 7,45 млн с «Детройтом». В составе «Красных Крыльев» вновь дошёл до финала Кубка Стэнли и вновь оказался в проигравшей команде: «Детройт» проиграл серию «Питтсбургу» в 7 матчах.
Летом 2009 Мариан подписал контракт с клубом «Чикаго Блэкхокс» сроком на 12 лет на сумму $ 62,4 млн.
С «Чикаго» Госса трижды выигрывал Кубок Стэнли (2010, 2013 и 2015). 3 марта 2013 года он провёл тысячную игру в регулярных чемпионатах НХЛ. 18 октября 2016 года забил свой 500-й гол в регулярных чемпионатах НХЛ. Летом 2017 года Мариан Госса объявил, что пропустит сезон 2017/18 из-за обострения кожной аллергии на хоккейную экипировку. В мае 2018 года объявил о завершении спортивной карьеры.

## Достижения

### Командные
- Чемпион Словацкой экстралиги: 1997
- Чемпион Восточной конференции НХЛ: 2008
- Чемпион Западной конференции НХЛ: 2009, 2010, 2013, 2015
- Обладатель Кубка Стэнли: 2010, 2013, 2015

### Личные
- Участник матчей «Всех звёзд» НХЛ: 2001, 2003, 2007, 2008, 2012
- Член Зала хоккейной славы: 2020
- Член Зала славы словацкого хоккея: 2023

## Семья
В 2010 году Мариан Госса женился на своей давней подруге Яне Феровой. У них есть две дочери: Миа и Зоя.
Отец Мариана — хоккейный тренер Франтишек Госса, бывший наставник сборной Словакии. Его младший брат — хоккеист Марцел.